# TRAPPC9
TRAPPC9‏ (Trafficking protein particle complex 9) هوَ بروتين يُشَفر بواسطة جين TRAPPC9 في الإنسان.

## الوظيفة
يشفر هذا الجين بروتينًا من المرجح أن يلعب دورًا في إشارات NF-kappa-B. وقد ارتبطت الطفرات في هذا الجين بالتخلف العقلي المتنحي الصبغي. وقد تم وصف متغيرات النسخ الموصولة بشكل بديل.